# Traitement de texte
Une proposition de fusion est en cours entre Traitement de texte et Logiciel de traitement de texte.
 (septembre 2013).
Si vous disposez d'ouvrages ou d'articles de référence ou si vous connaissez des sites web de qualité traitant du thème abordé ici, merci de compléter l'article en donnant les références utiles à sa vérifiabilité et en les liant à la section « Notes et références ».

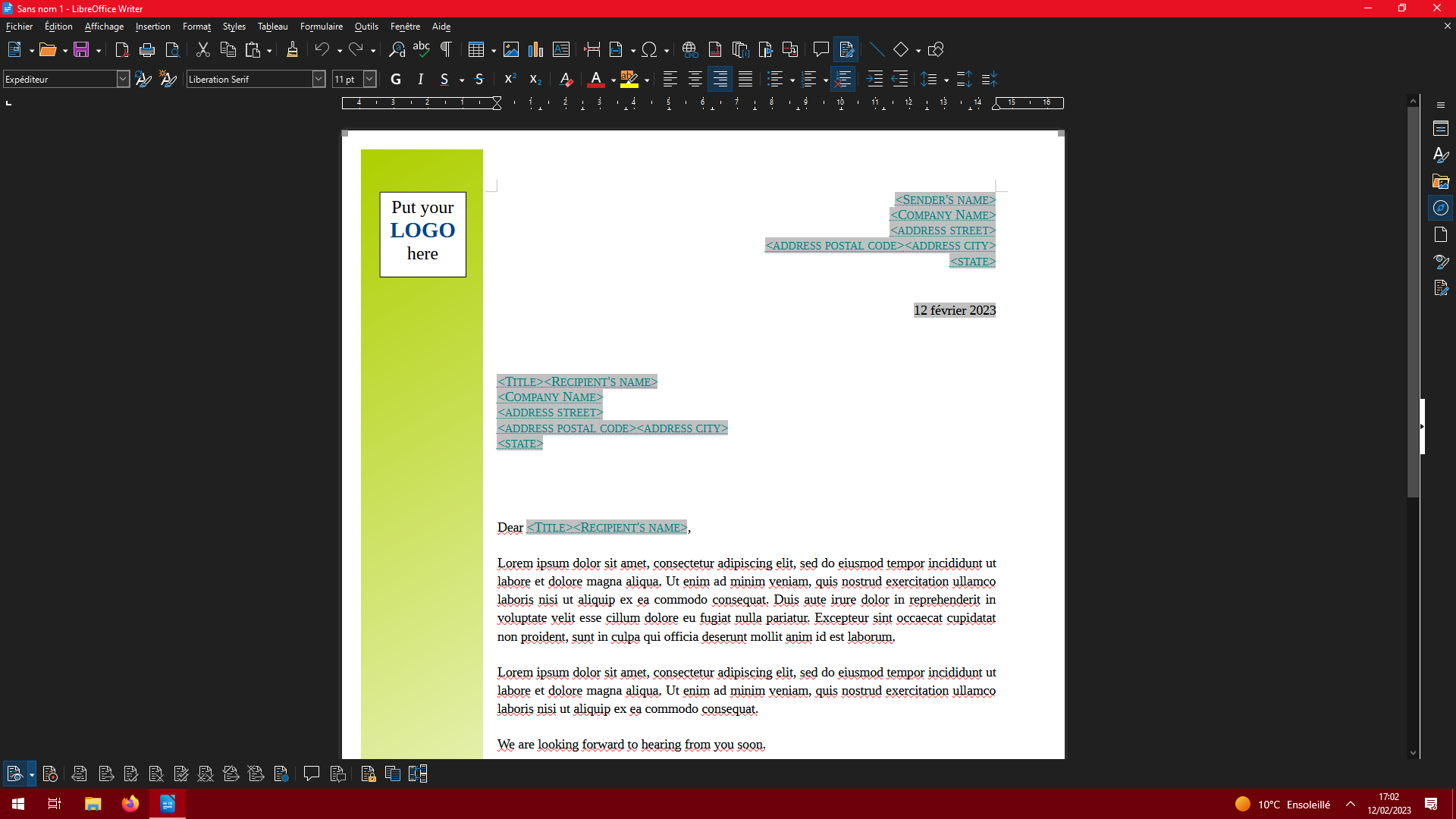
Capture d'écran du logiciel de traitement de texte LibreOffice Writer 7.5 sur Windows 10.

Le traitement de texte (en anglais word processing) est le processus qui consiste à mettre en forme un texte d'un point de vue typographique sur un support numérique. Un logiciel de traitement de texte contient de multiples fonctions, permettant la saisie, la correction et la mise en forme d'un texte, son stockage sur le matériel utilisé, ainsi que de sa diffusion. Il regroupe par la même occasion tout type de polices, de couleurs, de typographies, de paragraphe, de mise en page, etc..

## Historique

### De l'écriture manuscrite à l'écriture par ordinateur
Les premiers textes dont la forme avait été traitée étaient les écrits dont la formulation était normative, soit, entre autres : les textes de lois ; les rapports de greffe dans les tribunaux et actes chez les notaires ; les comptabilités (depuis la Renaissance avec l'invention de la lettre de change ; les actes de naissance selon le Code civil et ses différentes formes locales et historiques ; les formulaires de déclaration des taxes à recouvrir.
L'écriture manuscrite « bien formée » permettait de compléter les formulaires imprimés utilisés depuis le XIXe siècle par un officier avec parfois l'appui de témoins. C'est au milieu de ce siècle que la machine à écrire remplace l'écriture manuscrite.

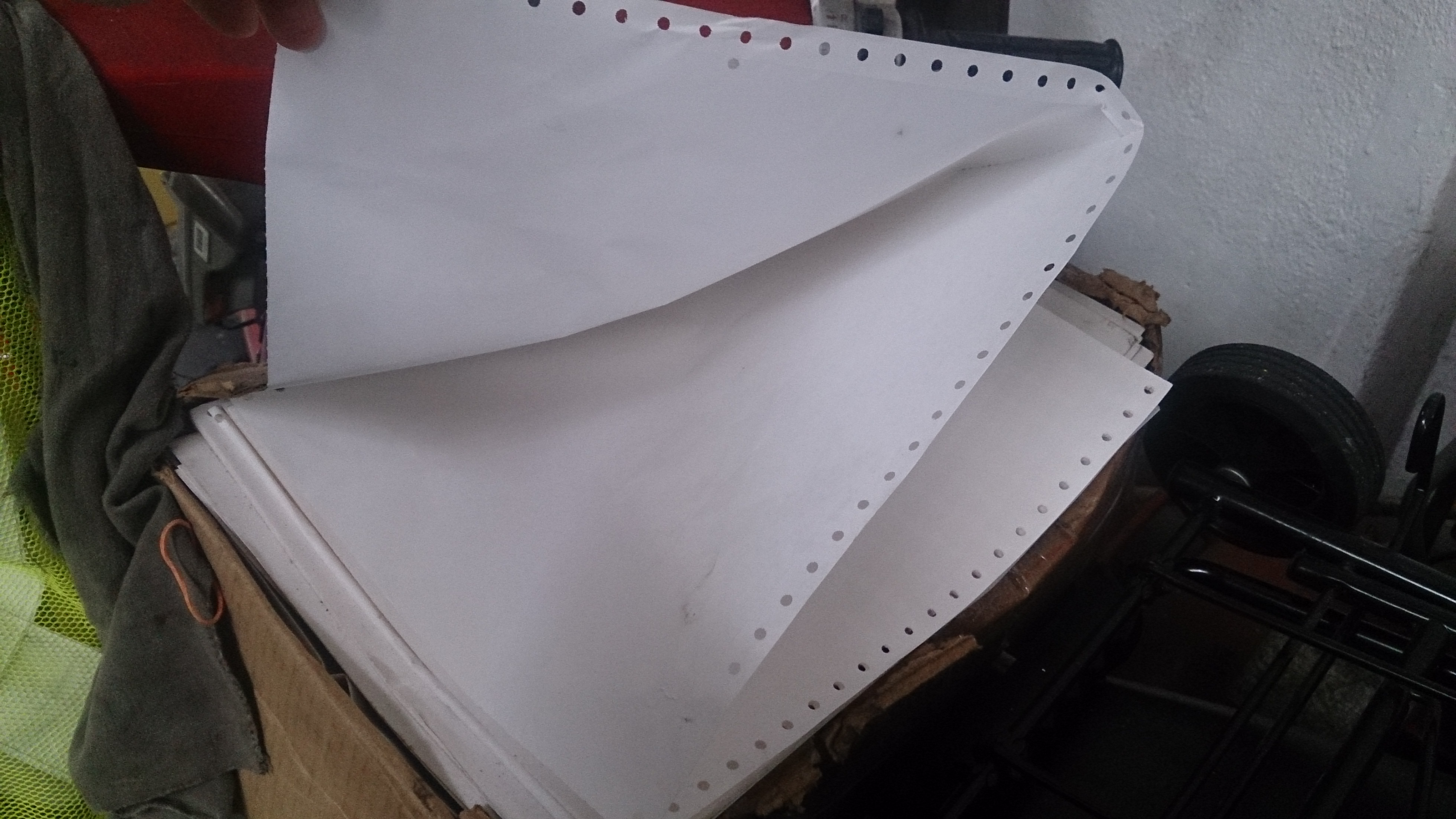
papier à pliage accordéon pour imprimante dans les années 1970 destiné à l'édition des « états ».

Dans les temps modernes de l'informatique, partant de la machine à écrire à clavier et de la nécessité d'effacer des parties de texte à cause d'erreurs de frappe, historiquement, les machines à produire du texte se sont informatisées à l'époque des machines à boule polyvalentes d'IBM, dans les années 1960. Ces machines à boule servaient à la dactylographie simple des bureaux qui s'associe alors à l'emploi du dictaphone à cassette (et du blanc correcteur d'erreurs). 
Ces machines à boule servaient aussi de console système du système informatique IBM. Le résultat imprimé en continu par l'imprimante avec ses bandes pilotes (avec ses repères de contenu constitué par bannières identifiantes) était envoyé à la déliasseuse. 
À partir des années 1960 et du moniteur de contrôle à tube cathodique,  l'écran d'ordinateur a été développé pour les informaticiens, et il pouvait être compatible quel que soit le système d'exploitation utilisé. Il fallait produire en langage de programmation les textes sources des programmes sur les terminaux, qui devaient être compilés puis exécutés.
L'outil utilisé pour produire et formater ces écrits était l'éditeur de texte; il ne pouvait servir à la production de texte formaté pour du secrétariat, n'ayant pas de mise en page à la saisie destinée à la lecture par une personne, mais un format de l'écrit lié au langage utilisé.
A été développé en 1968, sur demande de l'ARPA, le premier logiciel système d'ordinateur central (le NLS), système multitâche à fenêtre et souris pouvant faire des vidéos de démonstration à distance.
À la fin des années 1970 apparaissent l'imprimante à marguerite (qui produit une qualité courrier en opposition à une qualité matricielle inférieure des imprimantes lourdes), plus l'imprimante laser et l'imprimante à jet d'encre non bruyantes. Les deux dernières éditent du texte et des dessins, feuille à feuille, et recto-verso sur des rames de papier.
Dès les années 1980, les premiers logiciels de traitement du texte qui étaient utilisés pour le secrétariat sur des ordinateurs individuels, sont dotés d'une mise en page pour la lecture ordinaire et de mise à disposition de polices d'écriture, ce que ne font pas les éditeurs de texte.
L'aspect nouveauté du traitement de texte popularisé sur PC est due à la production de l'Apple II design à la fin des années 1970 et de son tableur intégré. La machine, petit ordinateur individuel, pouvait stocker plusieurs versions du document et les envoyer sur une imprimante laser (issue d'une technique des photocopieurs) sans frappe mécanique et sans bandes Caroll, de façon « intuitive »,. 
Le taquet de tabulation des machines à écrire physiques pour justifier le texte est devenu alors une image cliquable pour formater les marges du texte et des images. 
Les ordinateurs individuels font dès le début des années 1980 partie du matériel de l'apprentissage à l'école du texte dactylographié sous logiciel de traitement. 
Le downsizing fit cohabiter des systèmes ayant pour résultat un traitement du texte expliquant les quantités dans les rapports dans la communication de données de l'informatique décisionnelle et la prospective dans laquelle s'inscrit l'entreprise concernée, qui voisinent les textes publicitaires ou de vulgarisation externe ou interne (journaux d'entreprises) en traitement de texte.
La segmentation linguistique utilisée dans les logiciels des ordinateurs individuels permet d'établir des liasses pour poster courriels professionnels ou lettres publicitaires, (qui ont été abondants dès les années 2000), par le biais des informations structurées.

### Les premiers PC

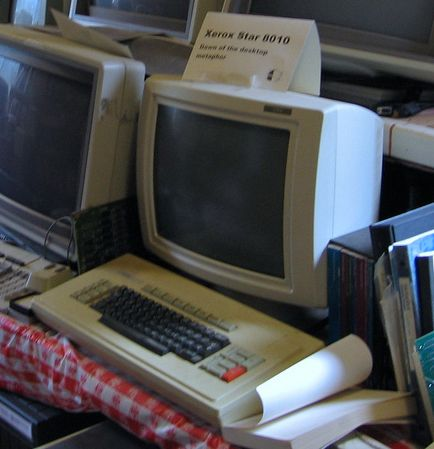
Xerox Star (1981)

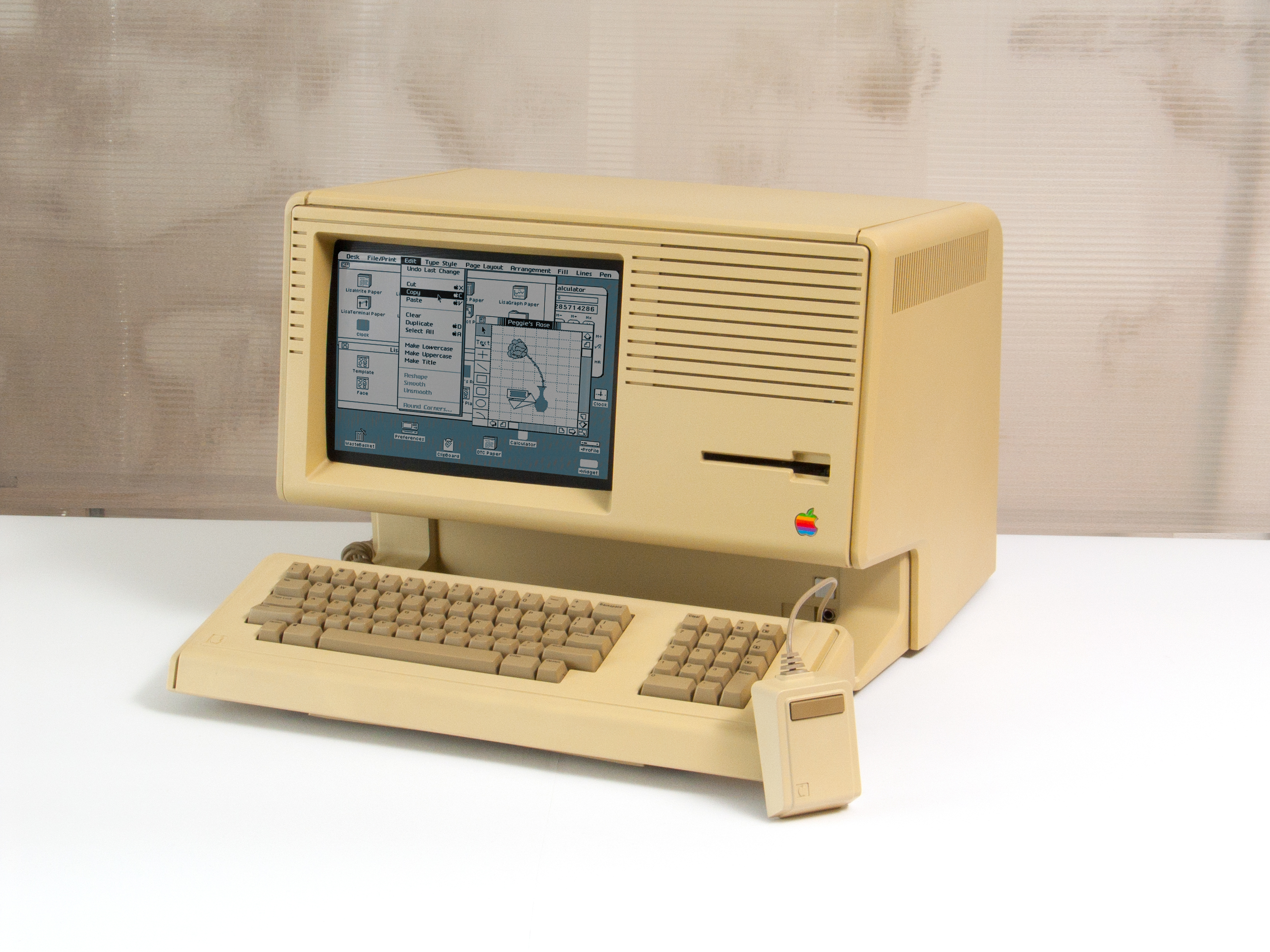
Apple Lisa (1983).

A la fin des années 70, Xerox crée des ordinateurs personnels innovants, permettant, grâce au bitmap,  la production de documents WYSIWYG, il s'agit de l'Alto et du Star.  Le premier n'est pas commercialisé, et le second est un échec commercial.
Apple reprend le concept et commercialise le Lisa, ordinateur personnel complet « tout en un » facile à transporter (multitâche, souris, disque dur, disquette, bitmap, WYSIWIG), intégrant l'interface graphique formulé comme un bureau inventé par Xerox. Par sa mémoire active trop faible, c'est aussi un flop commercial, il est remplacé par l'Apple I puis II pour concurrencer le Wang 2000 avec son langage de commande BASIC à éditeur de texte destiné à la comptabilité financière et de gestion.

### Les premiers logiciels de mise en forme de textes
Dès la naissance en 1969 de UNIX (sur le PDP-7 de DEC avec un assembleur 18 bits) apparaît Roff et ses dérivés Troff et Nroff. Puis, plus tard, apparut en laboratoire Scribe (en) qui révolutionna la production de texte car il séparait clairement la présentation et le contenu.

## Le traitement du texte
L'auteur d'un texte écrit visant un large lectorat doit se donner comme objectif d'être clair et lisible. 
L'informatique de gestion est née du désir de présenter et publier des comptes de tiers dans la banque, en particulier. Ce travail long et répétitif requiert une automatisation que permet l'informatique naissante. La cause qui y a succédé est la gestion de la production industrielle (après la deuxième guerre mondiale). Se sont formalisés les textes la présentant (avec les sujétions que sont les achats, les ventes, l'état des stocks et la constitution des catalogues de références de produits). Ces résultats imprimés et archivés pour être présentés aux dirigeants et à l'administration fiscale sont des données informatiques récupérées par des formulaires remplis au quotidien afin d'obtenir le bilan et les statistiques.
Le développement de l'informatique de la gestion des ressources humaines (au détriment de la mécanographie qui depuis la période 1930 a traité le problème des cotisations sociales par des fiches mises dans des trieuses), a été nécessaire à partir des années 1960 avec l'importance donnée à la comptabilité auxiliaire des bulletins de paie et leur émission. Les machines transfert rotatives (de PAO) à bobine de papier qui traitent de cela peuvent à l'époque 2000 faire plusieurs mètres de long.
Le texte donné par le traitement de texte destiné être lu comme un écrit du quotidien professionnel ou de loisir fait l'objet d'une édition de même type que ce qui était envoyé au marbre dans les journaux pour sa mise en forme. Dans la pagination, on intègre les images. Avec l'informatique et les logiciels de traitement de texte, on intègre l'hypertexte de la lecture dynamique sur écran la correction grammaticale ..., la formule de politesse. Pour la fabrication de la page écrite, ce qui est affiché le plus souvent est une maquette du texte illisible directement, mais avec des caractères déclencheurs (non imprimés) que l'on intègre qui donnent la forme du texte comme le pied de mouche. L'usage de cet outil se fait moyennant une compréhension de ces signes
 avec le bénéfice de sauvegardes automatiques déclenchées par le logiciel pour l'écrit que l'on constitue. Cet écrit peut être constitué par plusieurs auteurs, cependant à un instant donné un seul à la fois peut traiter le texte. Dans la période contemporaine, «le numérique peut être intégré par l’ensemble des acteurs de l’édition comme une source commune d’économie dans le processus de production ». L'évolution des organisations des entreprises et les institutions a abouti à ce que, à son niveau, l'usager d'un logiciel de traitement de texte qui produit le texte soit directement un responsable.

### Articles connexes

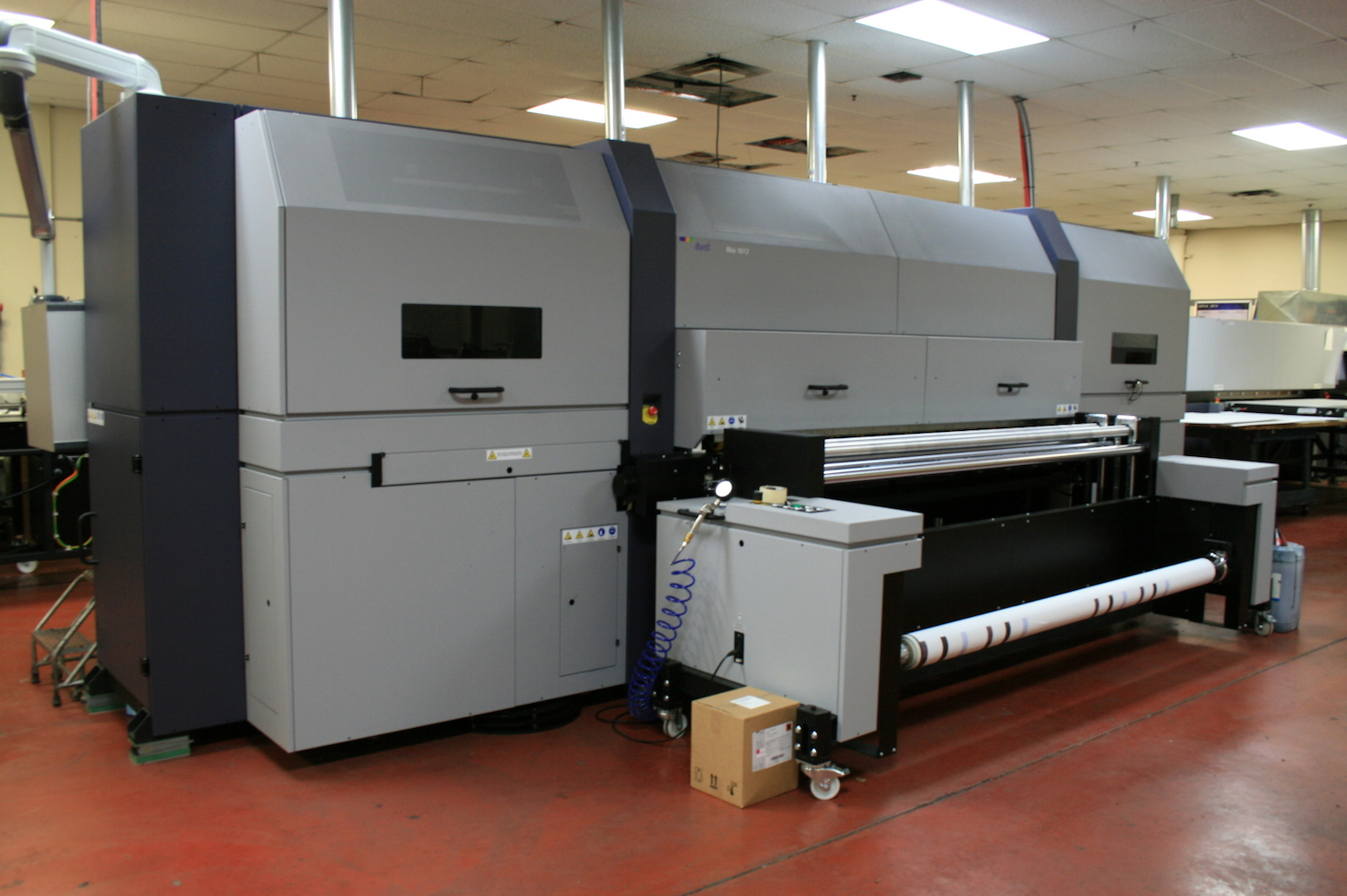
Une machine à dessiner digitale, dessin avec inclusion de textes, type en usage dans les Systèmes urbains de référence cadastrale.